# Сидорів

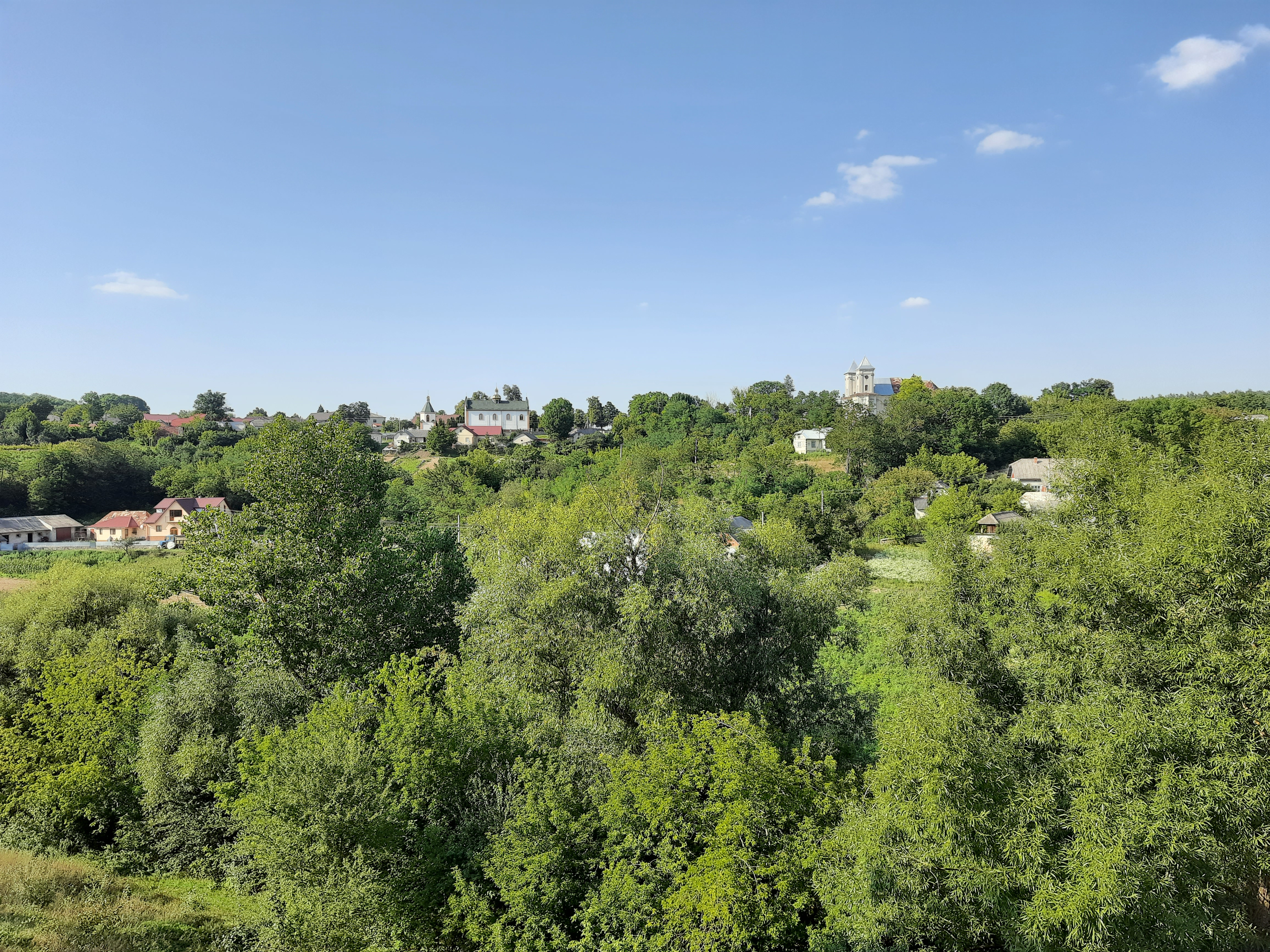
Вигляд на село

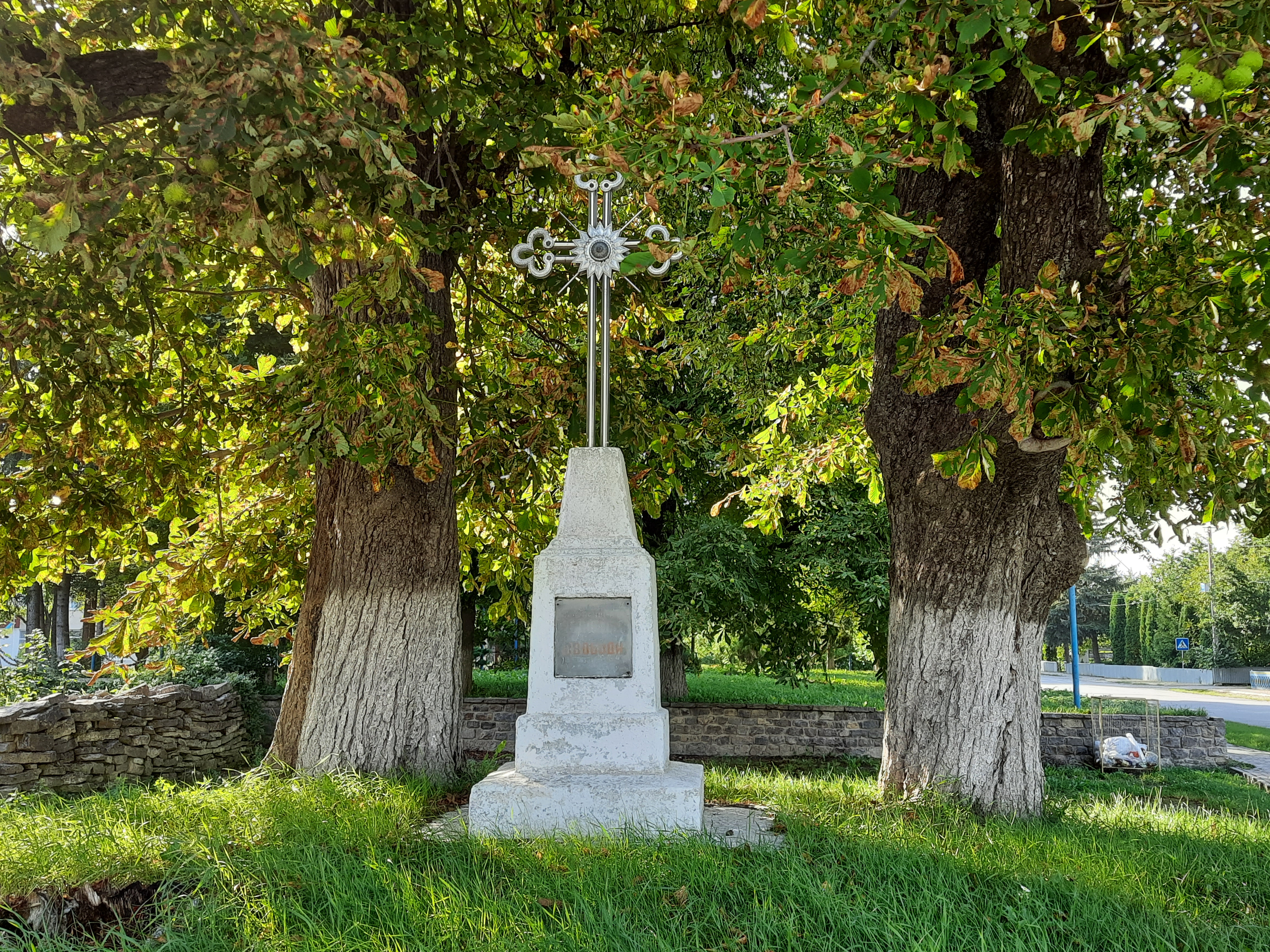
Пам'ятний хрест з нагоди скасування панщини

Си́дорів (пол. Sidorów) — село в Україні, у Гусятинській селищній громаді Чортківського району Тернопільської області. Розташоване на річці Збруч, на південному сході району. До 2020 адміністративний центр Сидорівської сільської ради, якій було підпорядковане с. Шидлівці. В 1949 році до Сидорова приєднано хутір Слобідка. Відоме Сидорівським замком.
Населення — 1168 осіб (2007).

## Географія
Сидорів лежи́ть за 12 км від Гусятина.
Поблизу села є Сидорівське родовище вапняку.

## Історія
Поблизу села виявлено археологічні пам'ятки трипільської культури.
Перша писемна згадка — 7 жовтня 1398 року.
5 квітня 1547 року король Сигізмунд І Старий дав привілей Якубові Потоцькому на заснування міста Сидорів. Разом з тим запровадив в місті щотижневі торги в суботу та щорічні на свято Ядвіги.

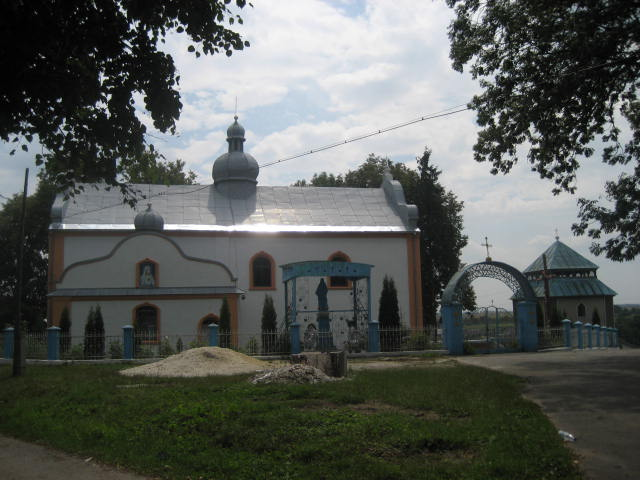
Церква Різдва Пресвятої Богородиці

Історія Сидорова пов'язана насамперед з родиною Калиновських гербу Калинова.

Герб Калинова

Представником роду був генерал подільських земель Валентій-Олександр Калиновський (дружина Ельжбета Струсь. Вони мали трьох синів, з яких наймолодший — Марцін — став польним коронним гетьманом, після смерти братів успадкував багато земель на Поділлі: Вінницю, Умань, у Сидорові був родовий замок. Тут у 1640 році гетьман наказав поставити на горі острівця, утвореного річками Суходіл та Слобідка, кам'яний замок (нині залишилися тільки руїни).
У 1672 році замок був узятий турками, в 1673 — відвойований військами Речі Посполитої. Три роки тут був комендантом Ян Самуель Хшановський з дружиною Анною, яка пізніше відзначилася при обороні замку Теребовлі в 1676 р. Ян Хжановський залишив замок, який знову зайняли турки, значно знищивши його. Пізніше замок був відбудований за сприяння ще одного представника родини Калиновських — кам'янецького каштеляна Марціна Калиновського, який виділив кошти для побудови тут також незвичайного за архітектурою костелу, в якому пізніше — обидвоє — були поховані. Після смерті власника Людвіка Калиновського Сидорів перейшов до його доньки Теклі, яка була одружена з Бельським, пізніше — до її доньки Анелі М'ячинської.
Опісля на початку XIX ст. замок купив Іґнатій Пайґерт — так Сидорів перейшов до родини Пайґертів, якій належав до 1941 року. Поет та художник Йозеф Пайґерт мав тут величезну бібліотеку. Останні з родини Пайґертів не дбали про замок і він почав занепадати.
У 1840 році Пайґерт збудував на заході Сидорова новий палац, біля палацу були парк, фонтан.
У ХІХ ст. поселення мало власну символіку — печатку з зображенням дерева, під яким стоїть плугатар з плугом (кілька примірників такої печатки, датованих 1870 р., збереглися в колекції документів краєзнавця Антонія Шнайдера).
25 липня 1920 року в бою під Сидоровом окрема кінна дивізія армії УНР ущент розгромила ворожу більшовицьку кінноту і два полки більшовицької піхоти 123-ї пішої бригади разом з їх командирами.
Діяли філії українських товариств «Просвіта», «Січ», «Сокіл», «Луг» та інших.
12 червня 2020 року, відповідно до розпорядження Кабінету Міністрів України № 724-р «Про визначення адміністративних центрів та затвердження територій територіальних громад Тернопільської області» увійшло до складу Гусятинської селищної громади.
19 липня 2020 року, в результаті адміністративно-територіальної реформи та ліквідації Гусятинського району, село увійшло до складу новоутвореного Чортківського району.

## Політика

### Парламентські вибори, 2019
На позачергових парламентських виборах 2019 року у селі функціонувала окрема виборча дільниця № 610250, розташована у приміщенні будинку культури.
Результати
- зареєстрований 771 виборець, явка 57,46 %, найбільше голосів віддано за «Слугу народу» — 26,76 %, за Всеукраїнське об'єднання «Батьківщина» — 25,62 %, за «Голос» — 11,34 %.[5] В одномандатному окрузі найбільше голосів отримав Ігор Сопель (Слуга народу) — 22,85 %, за Володимира Бліхаря (Всеукраїнське об'єднання «Батьківщина») — 19,23 %, за Миколу Люшняка (самовисування) — 18,55 %[6].

## Населення

### Мова
Розподіл населення за рідною мовою за даними перепису 2001 року:
| Мова       | Кількість | Відсоток |
| ---------- | --------- | -------- |
| українська | 1123      | 99.82 %  |
| російська  | 2         | 0.18 %   |
| Усього     | 1125      | 100 %    |

## Соціальна сфера
Працюють ЗОШ 1-2 ступ., клуб, бібліотека, ФАП, відділення зв'язку, 4 торговельних та 1 розважальний заклади.

## Релігія
- церква Різдва Пресвятої Богородиці (1812, кам'яна, мурована, УГКЦ),
- костел Непорочного Зачаття Пречистої Діви Марії (1628).

## Пам'ятки
- руїни Сидорівського замку

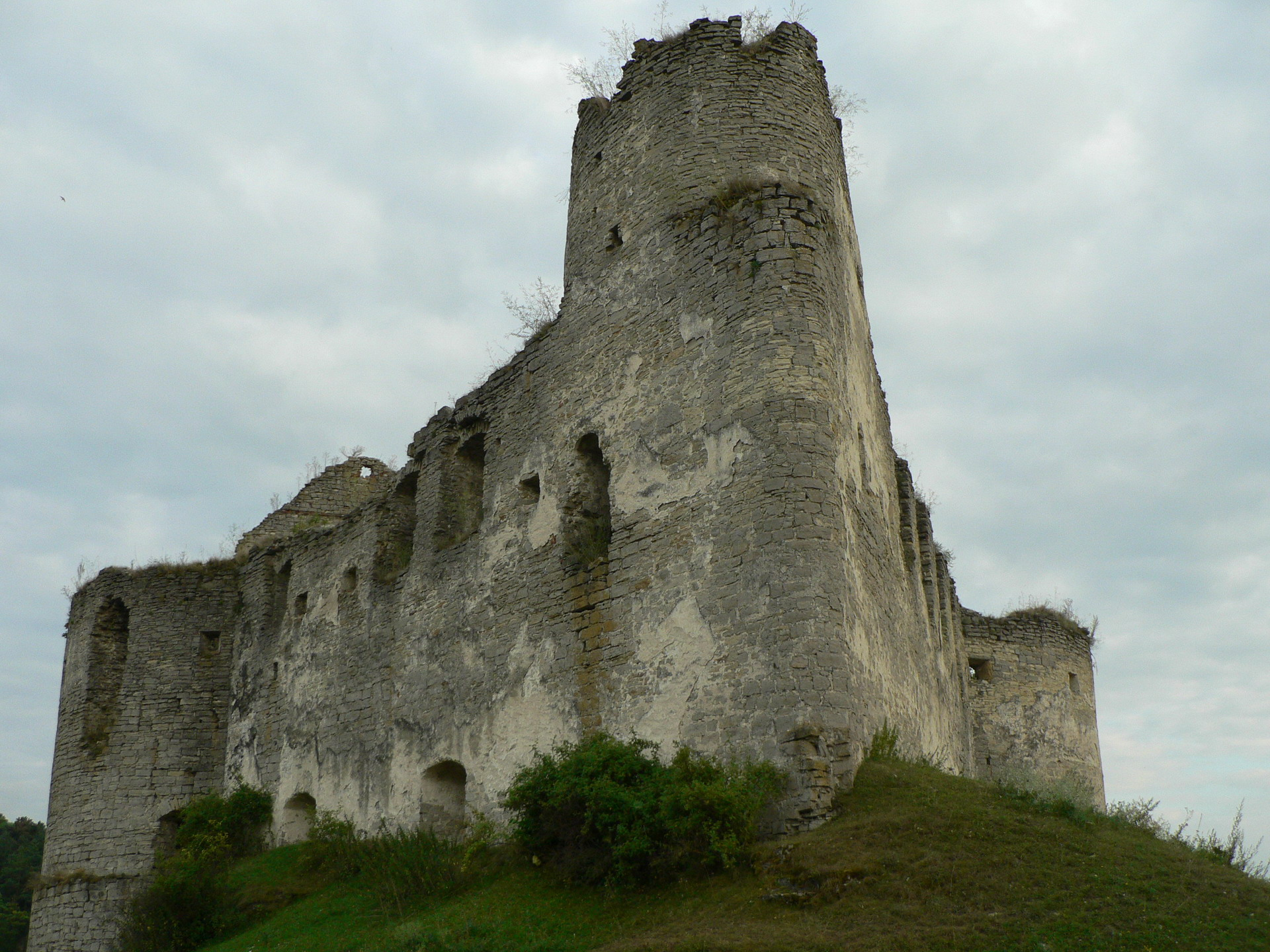
Сидорівський замок

- пам'ятник воїнам-односельцям, полеглим у німецько-радянській війні (1984 р.)
- насипано символічну могилу Борцям за волю України (1990),
- встановлено пам'ятний хрест на честь скасування панщини.

## Відомі люди

### Народилися
- Євген Левицький — український громадсько-політичний діяч, публіцист.
- Корнило Троян — український громадський діяч.
- Вітольд Пайгерт — живописець.
- Адам та Юзеф Пайгерти — поети і перекладачі.
- Владислав Стеслович — польський юрист, політичний та державний діяч.
- Анатолій Федорейко — український господарник.
- Валерій Федорейко — український науковець, громадсько-політичний діяч. Доктор технічних наук, професор, дійсний член Академії економічних наук України.
- Ян Пайгерт[pl] (1863—1917) — польський кримінальний адвокат, чиновник, викладач.

### Перебували
- Яків Головацький — письменник та освітній діяч.

### Поховані
- Марцін Калиновський — коронний гетьман
- Марцін Калиновський — кам'янецький каштелян